# 道の駅オホーツク紋別
道の駅オホーツク紋別（みちのえき オホーツクもんべつ）は、北海道紋別市にある北海道道304号紋別港線の道の駅である。科学館・北海道立オホーツク流氷科学センター（ほっかいどうりつオホーツクりゅうひょうかがくセンター、英: OKHOTSK SEA ICE MUSEUM OF HOKKAIDO）の施設内にある。
なお、道の駅施設を含む紋別港一帯は2014年（平成26年）1月24日にみなとオアシスもんべつとしてみなとオアシスに登録されている。

## 概要
施設は、指定管理者制度により財団法人オホーツク生活文化振興財団が管理・運営を行っている。
流氷および海洋に関する科学的知識の普及を図るとともに、流氷に象徴されるオホーツク圏の自然と生活文化に対する理解を深めるための施設として1991年（平成3年）に設置された。
映像や展示物を通して、流氷についてわかりやすく学習することができるだけでなく、厳寒体験室やアストロビジョンで体験的な学習ができることも特色の一つである。
1995年（平成7年）には施設を道の駅に登録し、本来の科学センター以外の用途でも利用されるようになった。

## 歴史
- 1991年（平成3年） - 北海道立オホーツク流氷科学センターとして開館
- 1995年（平成7年）4月11日 - 道の駅オホーツク紋別として道の駅に登録。

## 施設
- トイレ（いずれも24時間利用可能）
  - 男：大 3器、小 9器
  - 女：8器
  - 身障者用：1器
- 公衆電話：1台
- オホーツク流氷科学センター「ギザ」
- 喫茶コーナー「流氷里（ふるさと）」
- 売店
- 流氷公園

### オホーツク流氷科学センター「ギザ」施設
- 厳寒体験室
- アストロビジョン
- オホーツク流氷水族館
- 流氷プレイランド
- 流氷観測室
- 展示室
- 展望室

## 休館日・開館時間
- 開館時間
  - オホーツク流氷科学センター「ギザ」 9:00 - 17:00（入館は16:30まで）
  - 道の駅のトイレ・駐車場・公衆電話は24時間利用可能
- 休館日
  - 毎週月曜日（祝日の場合は除く）
  - 祝日の翌日
  - 年末年始（12月29日 - 1月3日）

## アクセス
紋別市街から自家用車で約10分。
- 駐車場
  - 普通車：120台
  - 大型車：10台
  - 身障者用：2台

## 周辺
- オホーツクタワー
- 紋別港
- 紋別市海洋交流館 - もんべつ海の駅に登録。道の駅とともにみなとオアシスもんべつを構成する。